# Edward Buswell
Edward Buswell (Edward Dean Campbell „Ted“ Buswell; * 16. Juni 1933) ist ein ehemaliger britischer Mittelstreckenläufer, der sich auf die 800-Meter-Distanz spezialisiert hatte.
1957 gewann er Bronze bei der Internationalen Hochschulsportwoche. Bei den British Empire and Commonwealth Games 1958 in Cardiff erreichte er für England startend das Finale über 880 Yards, trat jedoch nicht an.
Seine persönliche Bestzeit von 1:49,2 min stellte er 1958 auf.
Er ist mit der Schwimmerin Anne Morton verheiratet.